# Microseridinae
Microseridinae Stebbins, 1963 è una sottotribù di piante angiosperme dicotiledoni della famiglia delle Asteraceae.

## Etimologia
Il nome di questa sottottribù deriva dal suo genere più importante (Microseris) che a sua volta è stato ricavato da due parole greche: "micros" ( = piccolo) e "seris" ( = simile a endivia o cicoria), quindi significa "simile ad una piccola pianta di lattuga".
Il nome scientifico è stato definito per la prima volta dal botanico e genetista americano George Ledyard Stebbins (1906 - 2000) nella pubblicazione "Taxon; Official News Bulletin of the International Society for Plant Taxonomy. Utrecht - 12(6): 234. 1963" del 1963. (Inizialmente il nome di questo gruppo era Stephanomeriinae, derivato da un altro genere della sottotribù, definito sempre dal botanico Stebbins mel 1953).

## Descrizione

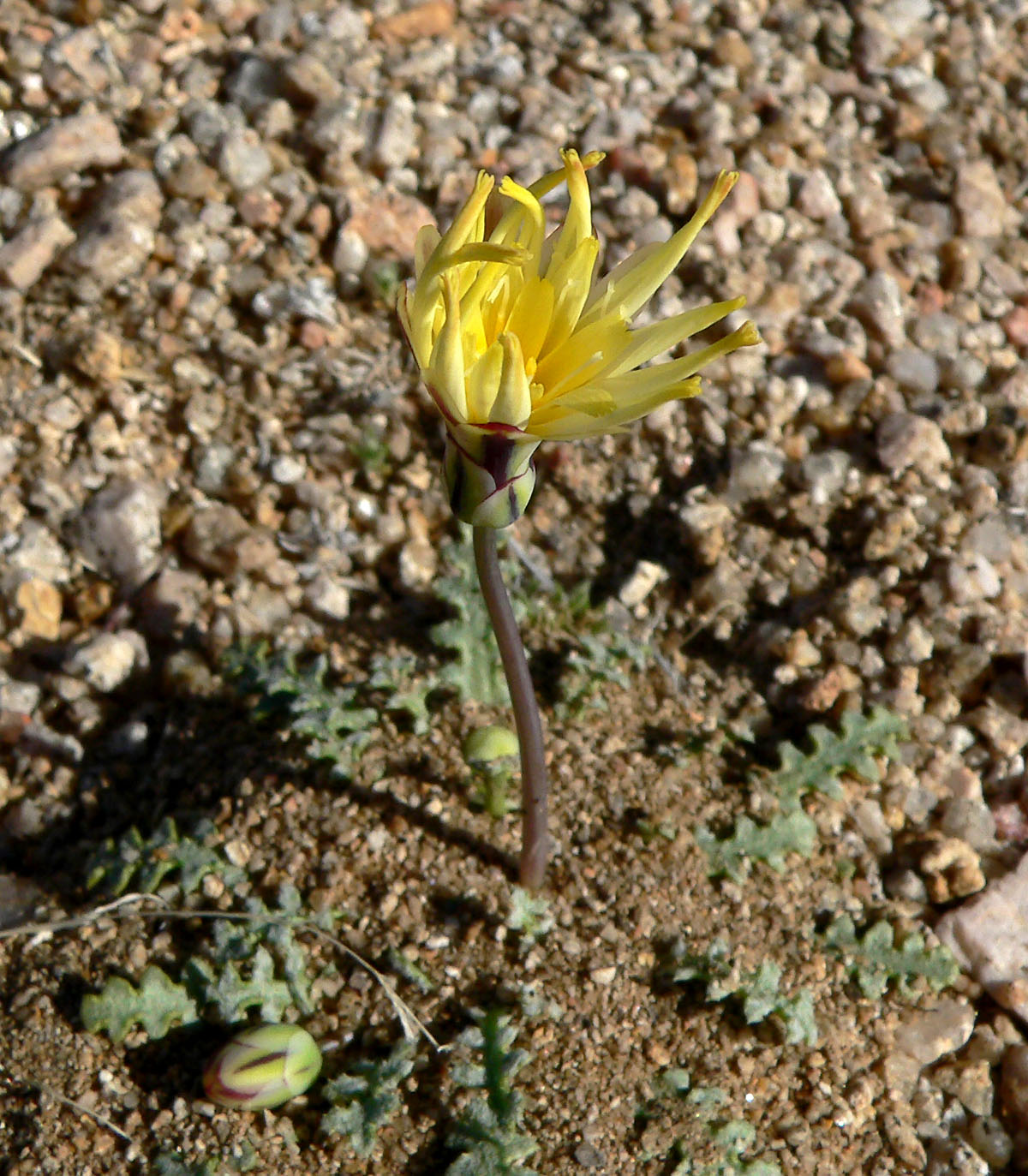
Il portamento
Anisocoma acaulis

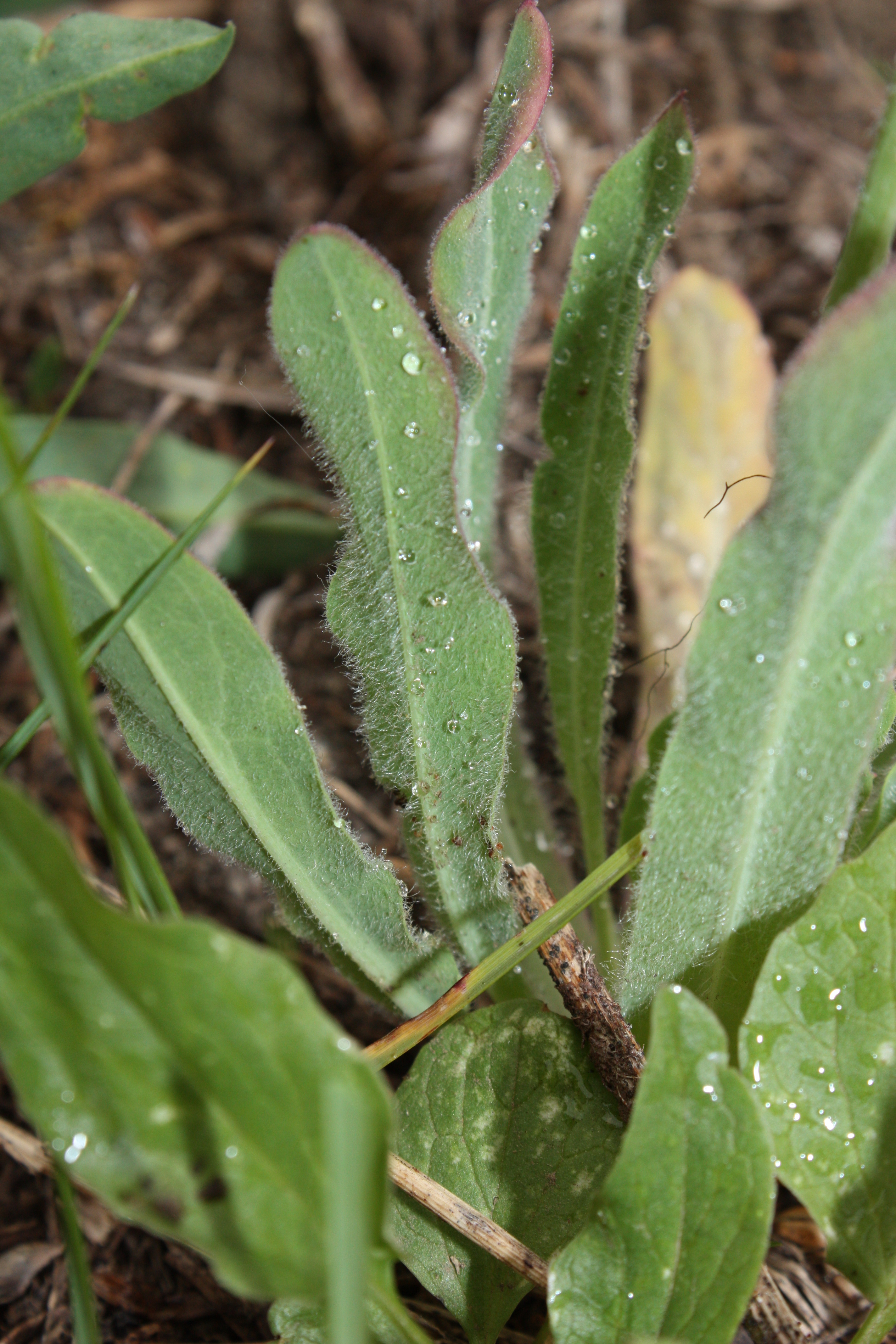
Le foglie
Agoseris glauca

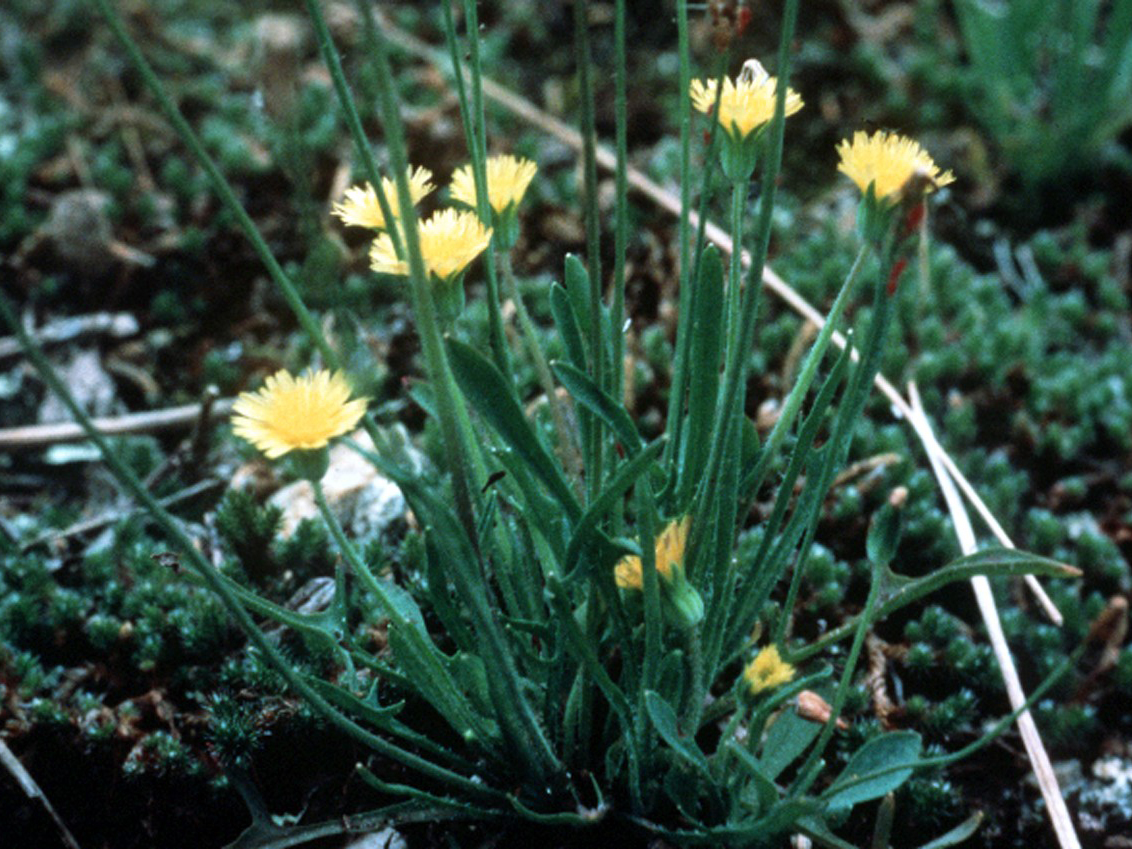
Infiorescenza
Krigia virginica

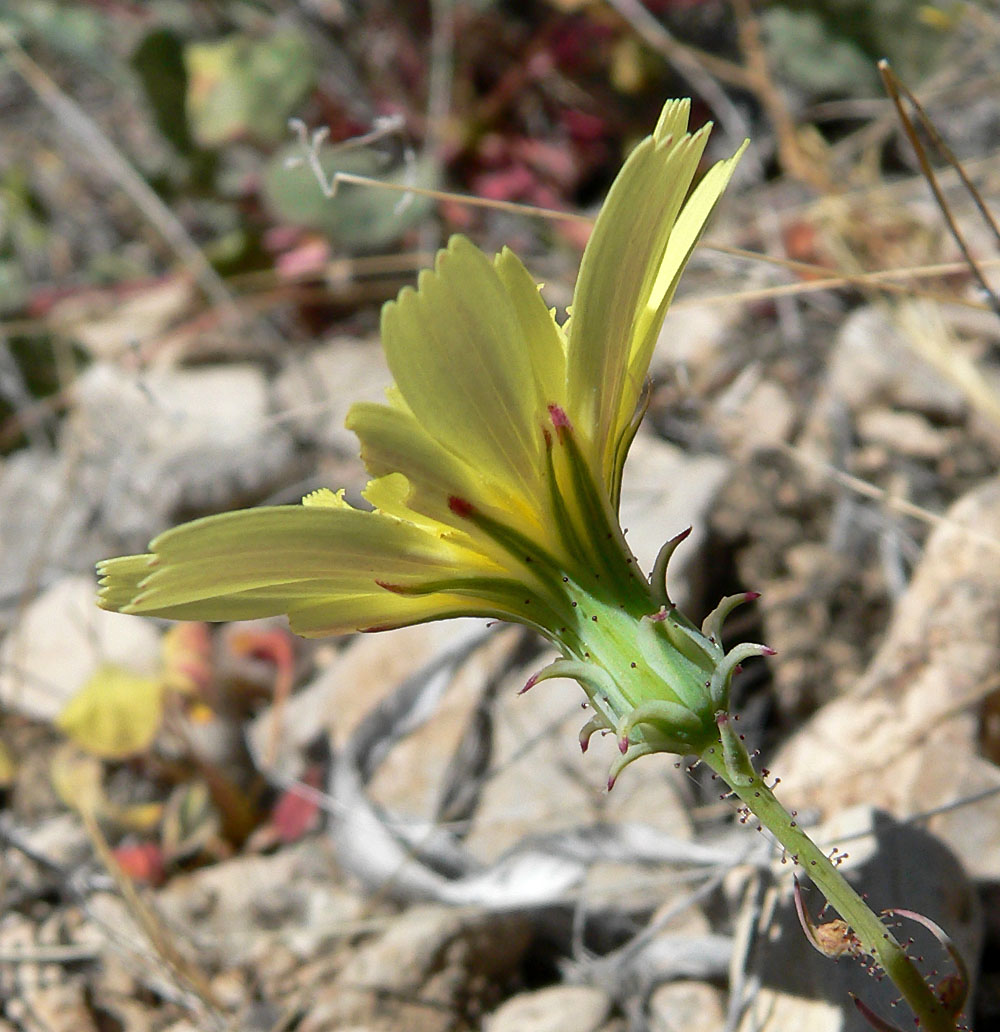
I fiori
Calycoseris parryi

Habitus. Le specie di questo genere, con cicli biologici annuali o perenni, sono piante non molto alte. Tutte le specie del gruppo sono provviste di latice.
Fusto. I fusti, in genere eretti e ascendenti, sono di solito solitari e mediamente ramificati o afilli. Le radici in genere sono di tipo fittonante.
Foglie. Sono presenti sia foglie delle rosette basali che cauline con disposizione alterna. Le foglie sono in maggioranza basali ed hanno delle forme da lanceolate a ovate con bordi sia interi che non interi.
Infiorescenza. Le infiorescenza (o sinflorescenze) in genere sono formate da capolini peduncolati aggregati in molti modi. I peduncoli presentano uno sviluppo regolare a parte alcune specie che alla fruttificazione inclinano i capolini verso il basso per favorire la dispersione dei semi da parte del vento (genere Microseris); in alcuni casi sono sottesi da un calice formato da alcune brattee. I capolini possono essere pochi o molti, mentre facilmente sono solitari nei generi Agoseris, Anisocoma e Microseris.  I capolini, solamente di tipo ligulifloro, sono formati da un involucro composto da brattee (o squame) all'interno delle quali un ricettacolo fa da base ai fiori ligulati. L'involucro normalmente si presenta con due serie di brattee (una interna e una esterna); in alcuni casi (Picrosia) l'involucro è uniseriato per aborto della serie esterna di brattee (quelle rimanenti sono connate alla base). Mediamente l'involucro raggiunge la sua massima estensione all'antesi del capolino, in alcune specie invece la crescita prosegue anche durante la fruttificazione (Anisocoma). I ricettacoli sono convessi o concavi e in genere sono nudi (senza pagliette).
Fiori. I fiori (da pochi a molti), tutti ligulati, sono tetra-ciclici (ossia sono presenti 4 verticilli: calice – corolla – androceo – gineceo) e pentameri (ogni verticillo ha in genere 5 elementi). I fiori sono ermafroditi, fertili e zigomorfi.
- Formula fiorale:

*/x K {\displaystyle \infty }, [C (5), A (5)], G 2 (infero), achenio
- Calice: i sepali del calice sono ridotti ad una coroncina di squame.
- Corolla: le corolle sono formate da un tubo e da una ligula terminante con 5 denti; il colore è giallo; mentre il colore blu (o rosa o lavanda) è presente nei seguenti generi: Atrichoseris, Chaetadelpha, Glyptopleura , Lygodesmia, Malacothrix, Minzothamnus, Picrosia, Pinaropappus, Rafinesquia, Shinnersoseris e Stephanomeria.
- Androceo: gli stami sono 5 con filamenti liberi e distinti, mentre le antere sono saldate in un manicotto (o tubo) circondante lo stilo.[12] Le antere sono codate e allungate con una appendice apicale; i filamenti sono lisci. Il polline è tricolporato e in genere colorato di arancio.[13]
- Gineceo: lo stilo è filiforme. Gli stigmi dello stilo sono due divergenti e ricurvi con la superficie stigmatica posizionata internamente (vicino alla base).[14] L'ovario è infero uniloculare formato da 2 carpelli.

Frutti. I frutti sono degli acheni con pappo. Gli acheni hanno una forma da oblunga a obovoide-obconica con apice troncato e privi di becco (non sono compressi); in alcuni casi gli acheni sono provvisti di coste longitudinali. Il pappo si compone di peli semplici grigiastri, scabri o barbati (non piumosi). In particolare il pappo in Krigia è setoloso, in Malacothrix è squamoso, in Chaetadelpha il pappo si presenta con creste aristate oltre alle setole oppure è mancante (in Microseris).

## Biologia
Impollinazione: l'impollinazione avviene tramite insetti (impollinazione entomogama tramite farfalle diurne e notturne).
Riproduzione: la fecondazione avviene fondamentalmente tramite l'impollinazione dei fiori (vedi sopra).
Dispersione: i semi (gli acheni) cadendo a terra sono successivamente dispersi soprattutto da insetti tipo formiche (disseminazione mirmecoria). In questo tipo di piante avviene anche un altro tipo di dispersione: zoocoria. Infatti gli uncini delle brattee dell'involucro (se presenti) si agganciano ai peli degli animali di passaggio disperdendo così anche su lunghe distanze i semi della pianta.

## Distribuzione e habitat
La distribuzione di questa sottotribù è prevalentemente Nord Americana. Fa eccezione il genere Picrosia  e altri generi del Sud America, e alcune specie del genere Microseris (Australia e Nuova Zelanda).

## Tassonomia
La famiglia di appartenenza di questa voce (Asteraceae o Compositae, nomen conservandum) probabilmente originaria del Sud America, è la più numerosa del mondo vegetale, comprende oltre 23.000 specie distribuite su 1.535 generi, oppure 22.750 specie e 1.530 generi secondo altre fonti (una delle checklist più aggiornata elenca fino a 1.679 generi). La famiglia attualmente (2021) è divisa in 16 sottofamiglie.

### Filogenesi

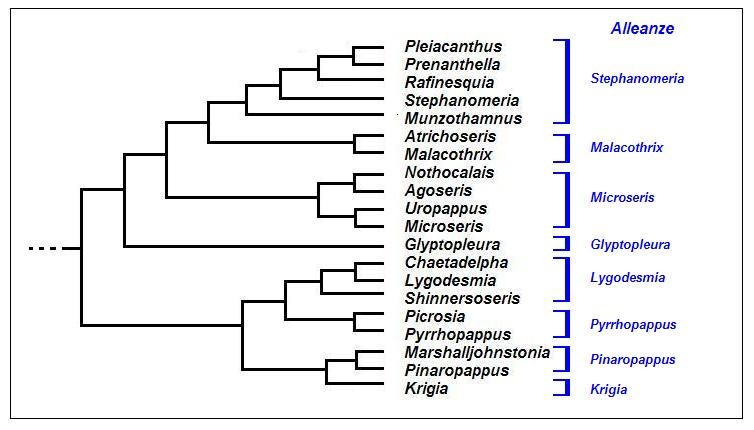
Cladogramma della sottotribù

La sottotribù Microseridinae è descritta all'interno della tribù Cichorieae (unica tribù della sottofamiglia Cichorioideae). In base ai dati filogenetici la sottofamiglia Cichorioideae è il terz'ultimo gruppo che si è separato dal nucleo delle Asteraceae (gli ultimi due sono Corymbioideae e Asteroideae). La sottotribù Microseridinae fa parte del "quinto" clade della tribù; in questo clade insieme alla sottotribù Cichoriinae forma un "gruppo fratello".
In precedenza, incominciando con gli studi di Stebbins (1953) e fino a pochi anni fa, questo gruppo era suddiviso in più sottotribù, fino a 9 (Lee & Baldwin 2004). Attualmente, considerando la radiazione da un singolo antenato comune, e quindi la comune origine (praticamente il Sud America), oltre naturalmente alle più recenti ricerche filogenetiche, è opportuno riservare al rango di sottotribù questo “clade sudamericano”.
All'interno di questo gruppo sono considerate quindi delle “alleanze” i seguenti sotto-raggruppamenti già individuati da altri studi(vedi cladogramma a lato):
- Alleanza Pinaropappus: include i generi Marshalljohnstonia e Pinaropappus
- Alleanza Krigia: include il genere Krigia
- Alleanza Pyrrhopappus: include i generi Pyrrhopappus e Picrosia
- Alleanza Lygodesmia: include i generi Shinnersoseris, Chaetadelpha e Lygodesmia
- Alleanza Glyptopleura: include il genere Glyptopleura
- Alleanza Microseris: include i generi Nothocalais, Agoseris, Uropappus e Microseris
- Alleanza Stephanomeria: include il genere Munzothamnus, Rafinesquia, Pleiacanthus, Prenanthella e Stephanomeria
- Alleanza Malacothrix: include il genere Atrichoseris, Anisocoma, Calycoseris e Malacothrix

Recentemente alcuni di questi generi sono stati considerati sinonimi di altri generi:
- Nothocalais (A. Gray) Greene, 1886 (sinonimo di Microseris)
- Prenanthella Rydb., 1906 (sinonimo di Lygodesmia)
- Stebbinsoseris K.L.Chambers (sinonimo di Microseris)
- Uropappus Nutt., 1841 (sinonimo di Microseris)

I seguenti caratteri sono distintivi per la sottotribù:
- il polline è colorato di arancio;
- la distribuzione è relativa al Nuovo Mondo.

Il numero cromosomico delle specie della sottotribù è: 2n = 8 - 18. Sono presenti specie diploidi, triploidi, tetraploidi, esaploidi e dodecaploidi (specialmente in Krigia).

### Composizione della sottotribù
La sottotribù comprende 19 generi e 112 specie.

| Genere                               | N. specie                                      | Distribuzione                                   | Caratteri pù significativi | Numeri cromosomici                                                                      | Fiori |
| ------------------------------------ | ---------------------------------------------- | ----------------------------------------------- | --- | --------------------------------------------------------------------------------------- | ----- |
| Agoseris Raf., 1817                  | 12                                             | Nord America, Argentina e Cile                  | I capolini sono privi di foglie. - La porzione basale delle setole del pappo non è mai ampia. | 2n = 18 (specie diploidi e tetraploidi)                                                 |       |
| Anisocoma Torr. & A. Gray, 1845      | Una specie: A. acaulis Torr. & A. Gray         | USA (sud ovest) e Messico (nord)                | La forma di vita è annuale. - Il ricettacolo è formato da pagliette. - Il pappo è doppio e piumoso. | 2n = 14 o 18 (specie diploide)                                                          |       |
| Atrichoseris A. Gray, 1884           | Una specie: A. platyphylla A. Gray             | USA (sud ovest)                                 | Il pappo non è presente. | 2n = 18 (specie diploide).                                                              |       |
| Calycoseris A. Gray, 1853            | 2                                              | USA (sud ovest) e Messico (nord)                | Il ciclo biologico è annuo. - Il ricettacolo è nudo. - Gli acheni hanno il becco. - Il pappo è biancastro. | 2n = 14 e 18 (specie diploidi)                                                          |       |
| Chaetadelpha S. Watson, 1873         | Una specie: C. wheeleri A. Gray                | USA (sud ovest)                                 | Il ciclo biologico è perenne. - Il ricettacolo è nudo. - I capolini hanno pochissimi fiori. - Nel pappo sono presenti 5 rigide punte. | 2n = 18 (specie diploide)                                                               |       |
| Glyptopleura D.C. Eaton, 1871        | 2                                              | Nord America                                    | Il ciclo biologico è annuo con portamenti prostrati. - Il ricettacolo è nudo. - I capolini hanno numerosi fiori. | 2n = 18 (specie diploidi)                                                               |       |
| Krigia Schreb., 1791                 | 7                                              | Nord America                                    | I fusti floreali sono ramificati. - Il pappo è dimorfico: all'interno sono presenti delle lunghe setole, all'esterno delle brevi scaglie. | 2n = 8, 10, 12 e 18 (specie diploidi, triploidi, tetraploidi, esaploidi e dodecaploidi) |       |
| Lygodesmia D. Don, 1829              | 6                                              | Dal Canada (sud) al Messico (nord)              | Il ciclo biologico è perenne. - Gli steli sono verdi (simili al giungo). - Le foglie basali hanno una disposizione alterna e in genere sono molto ristrette. - Il ricettacolo è nudo. - I capolini hanno pochissimi fiori. - Gli acheni sono polimorfici.      | 2n = 14 e 18 (specie diploidi, raramente triploidi)                                     |       |
| Malacothrix DC., 1838                | 19                                             | Nord America (ovest) e Sud America (sud)        | I capolini hanno numerosi fiori. - Il ricettacolo possiede delle pagliette o scaglie. - La forma degli acheni è colonnare. | 2n = 14, 16 e 18 (specie diploidi e tetraploidi)                                        |       |
| Marshalljohnstonia Henrickson (1976) | Una specie: M. gypsophila Henr.                | Messico (deserto del Chichuachuan)              | Il portamento è arbustivo con foglie succulente. - Il ricettacolo è nudo. - I capolini hanno pochi fiori. - La morfologia del polline è peculiare di questa specie (fusione della porzione basale delle spine e sviluppo di una serie di sei distinte lacune). | 2n = 18 (specie diploide)                                                               |       |
| Microseris D. Don, 1832              | 21                                             | Nord America, Cile, Australia e Nuova Zelanda   | La porzione basale delle setole del pappo è sempre ampia. | 2n = 18 (specie diploidi e tetraploidi)                                                 |       |
| Munzothamnus P.H. Raven, 1963        | Una specie: M. blairii (Munz & Johnst.) Raven. | Isola di San Clemente (California)              | Il ciclo biologico è perenne con portamento arbustivo. - Gli steli sono carnosi, brunastri e tomentosi. - Il ricettacolo è nudo. - I capolini hanno pochissimi fiori. - Endemismo dell'isola di San Clemente (California).                                     | 2n = 16 (specie diploide)                                                               |       |
| Picrosia D. Don, 1832                | 2                                              | Sud America                                     | Le brattee involucrali sono disposte su una sola riga. - Si tratta di un endemismo del Sud America. | 2n = 14 (specie diploidi)                                                               |       |
| Pinaropappus Less., 1832             | 10                                             | Dagli USA (sud) al Guatemala                    | Il ciclo biologico delle piante è perenne. - I capolini hanno numerosi fiori. - Il ricettacolo possiede delle pagliette o scaglie. - Il pappo è brunastro. | 2n = 16 e 18 (specie diploidi e tetraploidi)                                            |       |
| Pleiacanthus (Nutt.) Rydb., 1918     | Una specie: P. spinosus Rydb.                  | USA (sud ovest)                                 | Il ciclo biologico è perenne con portamento arbustivo. - Gli steli si trasformano in spine aguzze. - Il ricettacolo è nudo. - I capolini hanno pochissimi fiori.                                                                                               | 2n = 16 (specie diploide)                                                               |       |
| Rafinesquia Nutt., 1841              | 2                                              | Dalla California al Nuovo Messico               | Il ciclo biologico è perenne con portamento arbustivo. - Il ricettacolo è nudo. - I capolini hanno pochissimi fiori. - Gli acheni hanno un becco e sono più piccoli di 8 mm.                                                                                   | 2n = 16 (specie diploidi)                                                               |       |
| Shinnersoseris Tomb, 1973            | Una specie: S. rostrata (A. Gray) Tomb         | Nord America (centro)                           | Il ciclo biologico è perenne. - Le foglie basali sono disposte in modo opposto. - Il ricettacolo è nudo. - I capolini hanno pochissimi fiori. - Gli acheni hanno 8 - 10 solchi longitudinali.                                                                  | 2n = 12 (specie diploide)                                                               |       |
| Stephanomeria Nutt., 1841            | 18                                             | Dalla Columbia Britannica alla Bassa California | Il ciclo biologico è perenne con portamento arbustivo. - Il ricettacolo è nudo. - I capolini hanno pochissimi fiori. - Gli acheni sono colonnari lunghi da 3 a 6 mm. - Il pappo è piumoso.                                                                     | 2n = 16 (specie diploidi e tetraploidi)                                                 |       |